# Estadi Jernvallen
L'Estadi Jernvallen és un estadi de futbol de la ciutat de Sandviken, a Suècia.
Va ser inaugurat l'any 1938 i va ser seu de la Copa del Món de Futbol de 1958.